# Jussi Hautamäki
Jussi Heikki Hautamäki (né le 20 avril 1979 à Oulu) est un sauteur à ski finlandais actif de 1995 à 2009. Il est le frère de Matti Hautamäki, sauteur à ski médaillé aux Jeux olympiques. Il a obtenu son seul podium en carrière à Sapporo en janvier 2001.

## Palmarès

### Championnats du monde
| Épreuve / Édition | Épreuve / Édition | Oberstdorf 2005 |
| Petit Tremplin    | Petit Tremplin    | 15e             |
| Par équipes       | PT                | 4e              |
| Par équipes       | GT                |                 |

### Coupe du monde
- Meilleur classement final: 15e en 2001.
- Meilleur résultat: 3e